# Liste der Stolpersteine in Frankenwinheim

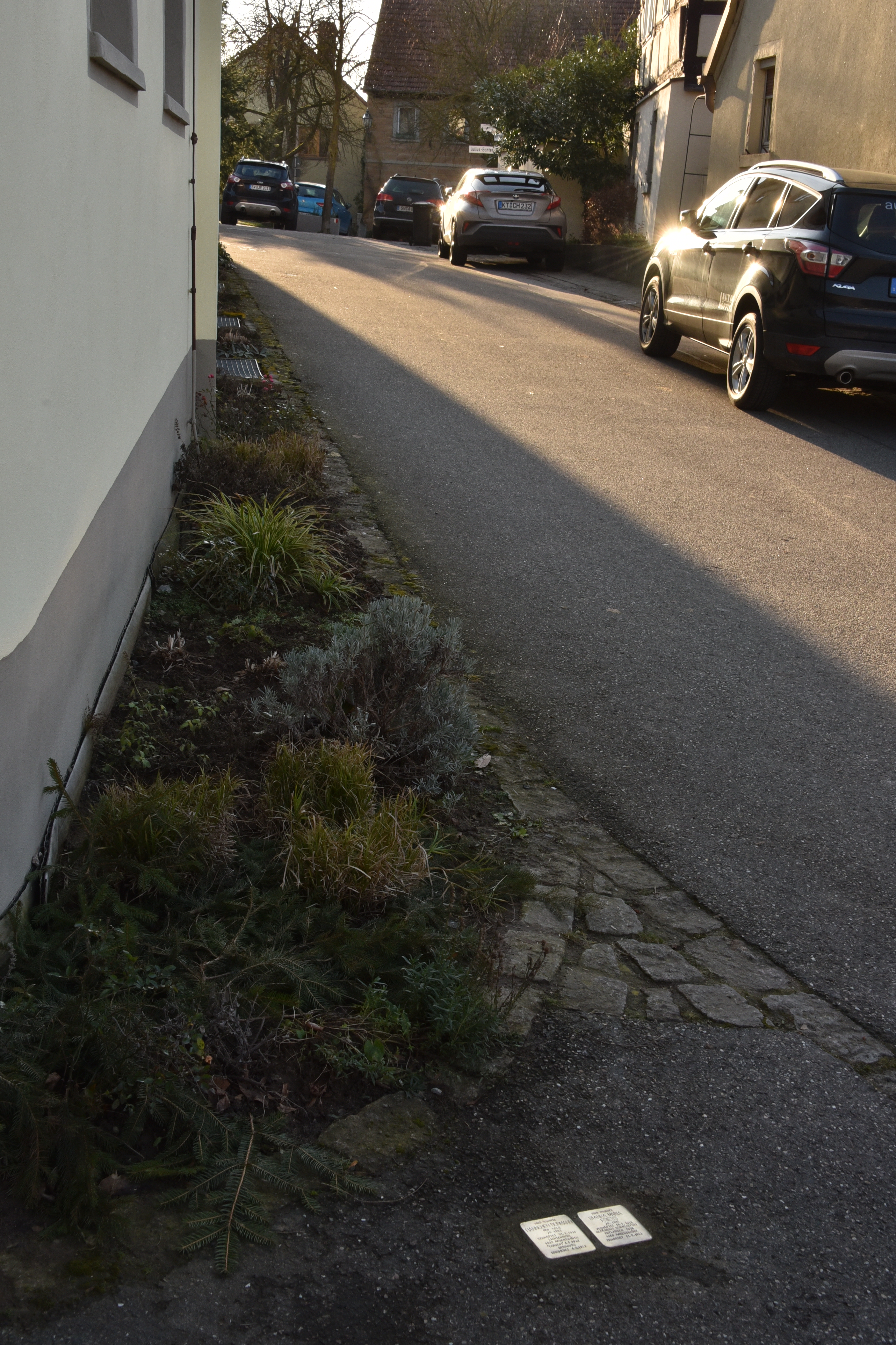
Stolpersteine in Frankenwinheim

Die Liste der Stolpersteine in Frankenwinheim enthält die Stolpersteine, die vom Kölner Künstler Gunter Demnig im bayerischen Frankenwinheim verlegt wurden. Stolpersteine erinnern an das Schicksal der Menschen, die von den Nationalsozialisten ermordet, deportiert, vertrieben oder in den Suizid getrieben wurden. Sie liegen im Regelfall vor dem letzten selbstgewählten Wohnsitz des Opfers.

## Verlegte Stolpersteine
In Frankenwinheim wurden 38 Stolpersteine an zumindest sieben Adressen verlegt.
Die Tabelle ist teilweise sortierbar; die Grundsortierung erfolgt alphabetisch nach dem Familiennamen des Opfers.
| Stolperstein | Inschrift | Verlegeort              | Name, Leben         |
| ------------ | --- | ----------------------- | ------------------- |
|              | HIER WOHNTE HANNCHEN DURMANN GEB. KOLB JG. 1893 VERHAFTET 31.3.1938 LICHTENBURG 1938 RAVENSBRÜCK 'VERLEGT' 4.5.1942 BERNBURG ERMORDET 4.5.1942 | Julius-Echter-Straße 3  | Hannchen Durmann    |
|              | HIER WOHNTE BERTHA FRIEDMANN GEB. KAUFMANN JG. 1890 DEPORTIERT 1942 KRASNYSTAW ERMORDET                                                        | Schallfelder Straße     | Bertha Friedmann    |
|              | HIER WOHNTE ETHEL FRIEDMANN GEB. BERGER JG. 1862 DEPORTIERT 1942 THERESIENSTADT ERMORDET 19.2.1943                                             | Schallfelder Straße     | Ethel Friedmann     |
|              | HIER WOHNTE GERHARD FRIEDMANN JG. 1925 DEPORTIERT 1942 KRASNYSTAW ERMORDET                                                                     | Schallfelder Straße     | Gerhard Friedmann   |
|              | HIER WOHNTE ILSE FRIEDMANN JG. 1922 DEPORTIERT 1942 KRASNYSTAW ERMORDET                                                                        | Schallfelder Straße     | Ilse Friedmann      |
|              | HIER WOHNTE MAX FRIEDMANN JG. 1875 FLUCHT 1938 USA                                                                                             | Julius-Echter-Straße 3  | Max Friedmann       |
|              | HIER WOHNTE MAX FRIEDMANN JG. 1886 'SCHUTZHAFT' 1938 DACHAU DEPORTIERT 1942 KRASNYSTAW ERMORDET                                                | Schallfelder Straße     | Max Friedmann       |
|              | HIER WOHNTE WALTER FRIEDMANN JG. 1922 DEPORTIERT 1942 KRASNYSTAW ERMORDET                                                                      | Schallfelder Straße     | Walter Friedmann    |
|              | HIER WOHNTE SARA FRIEDMANN GEB. ENGELBERG JG. 1888 FLUCHT 1938 USA                                                                             | Julius-Echter-Straße 3  | Sara Friedmann      |
|              | HIER WOHNTE BIANKA MARIA FRIESS JG. 1915 VERHAFTET 15.1.1938 GEFÄNGNIS SCHWEINFURT ENTLASSEN 1938 1940 RAVENSBRÜCK ERMORDET 11.6.1942          | Julius-Echter-Straße 3  | Bianka Maria Friess |
|              | HIER WOHNTE JENNIE GOTTLIEB GEB. NUSSBAUM JG. 1896 FLUCHT 1937 USA ÜBERLEBT                                                                    | Schallfelder Straße 21  | Jennie Gottlieb     |
|              | HIER WOHNTE MAX GOTTLIEB JG. 1890 FLUCHT 1937 USA ÜBERLEBT                                                                                     | Schallfelder Straße 21  | Max Gottlieb        |
|              | HIER WOHNTE SABINA GOTTLIEB GEB. SCHILD JG. 1859 DEPORTIERT 1942 THERESIENSTADT ERMORDET 5.12.1942                                             | Schallfelder Straße 21  | Sabina Gottlieb     |
|              | HIER WOHNTE WERNER GOTTLIEB JG. 1925 FLUCHT 1937 USA ÜBERLEBT                                                                                  | Schallfelder Straße 21  | Werner Gottlieb     |
|              | HIER WOHNTE ARMIN GUGGENHEIM JG. 1930 FLUCHT 1939 USA                                                                                          | Schallfelder Straße 11  | Armin Guggenheim    |
|              | HIER WOHNTE FANNY GUGGENHEIM GEB. KISSINGER JG. 1892 FLUCHT 1939 USA                                                                           | Schallfelder Straße 11  | Fanny Guggenheim    |
|              | HIER WOHNTE HELMUT GUGGENHEIM JG. 1932 FLUCHT 1939 USA                                                                                         | Schallfelder Straße 11  | Helmut Guggenheim   |
|              | HIER WOHNTE NEHEMIAS GUGGENHEIM JG. 1893 FLUCHT 1939 USA                                                                                       | Schallfelder Straße 11  | Nehemias Guggenheim |
|              | HIER WOHNTE ISAAK HIRSCH JG. 1875 DEPORTIERT 1942 THERESIENSTADT ERMORDET 24.2.1943                                                            | Am Kornbrunnen 9?       | Isaak Hirsch        |
|              | HIER WOHNTE LIESEL HIRSCH VERH. BAYREUTHER JG. 1916 FLUCHT 1937 USA                                                                            | Am Kornbrunnen 9?       | Liesel Hirsch       |
|              | HIER WOHNTE JOSEF KISSINGER JG. 1852 GEDEMÜTIGT / ENTRECHTET TOT 14.1.1939                                                                     | Schallfelder Straße (?) | Josef Kissinger     |
|              | HIER WOHNTE MAIER KISSINGER JG. 1885 GEDEMÜTIGT / ENTRECHTET FLUCHT IN DEN TOD 14.12.1938                                                      | Schallfelder Straße 11  | Maier Kissinger     |
|              | HIER WOHNTE BERTHA KOLB JG. 1892 DEPORTIERT 1942 KRASNYSTAW ERMORDET                                                                           | Rosenbergstraße 3       | Bertha Kolb         |
|              | HIER WOHNTE KATHI KOLB JG. 1908 DEPORTIERT 1942 KRASNYSTAW ERMORDET                                                                            | Rosenbergstraße 3       | Kathi Kolb          |
|              | HIER WOHNTE SIEGBERT KOLB JG. 1898 'SCHUTZHAFT' 1938 DACHAU DEPORTIERT 1942 KRASNYSTAW ERMORDET                                                | Rosenbergstraße 3       | Max Kolb            |
|              | HIER WOHNTE META KOLB GEB. KÜNSTLER JG. 1902 DEPORTIERT 1942 KRASNYSTAW ERMORDET                                                               | Rosenbergstraße 3       | Meta Kolb           |
|              | HIER WOHNTE REGINA KOLB GEB. JACOB JG. 1867 DEPORTIERT 1942 THERESIENSTADT ERMORDET 7.12.1942                                                  | Rosenbergstraße 3       | Regina Kolb         |
|              | HIER WOHNTE SIEGBERT KOLB JG. 1932 DEPORTIERT 1942 KRASNYSTAW ERMORDET                                                                         | Rosenbergstraße 3       | Siegbert Kolb       |
|              | HIER WOHNTE CLÄRE NIEDERMANN JG. 1924 FLUCHT 1937 USA                                                                                          | Schallfelder Straße 8   | Cläre Niedermann    |
|              | HIER WOHNTE SABINA NIEDERMANN GEB. ENGELBERG JG. 1897 FLUCHT 1937 USA                                                                          | Schallfelder Straße 8   | Frieda Niedermann   |
|              | HIER WOHNTE LUDWIG NIEDERMANN JG. 1927 FLUCHT 1937 USA                                                                                         | Schallfelder Straße 8   | Ludwig Niedermann   |
|              | HIER WOHNTE SIEGMUND NIEDERMANN JG. 1898 FLUCHT 1937 USA                                                                                       | Schallfelder Straße 8   | Siegmund Niedermann |
|              | HIER WOHNTE VERA SCHRAGENHEIM GEB. GOTTLIEB JG. 1928 FLUCHT 1937 USA ÜBERLEBT                                                                  | Schallfelder Straße 21  | Vera Schragenheim   |
|              | HIER WOHNTE IRMA SELIG GEB. FRIEDMANN JG. 1910 FLUCHT 1938 USA                                                                                 | Julius-Echter-Straße 3  | Irma Selig          |
|              | HIER WOHNTE JULIUS SELIG JG. 1901 FLUCHT 1938 USA                                                                                              | Julius-Echter-Straße 3  | Julius Selig        |
|              | HIER WOHNTE ISBERT WOLF JG. 1935 DEPORTIERT 1942 KRASNYSTAW ERMORDET                                                                           | Schallfelder Straße     | Isbert Wolf         |
|              | HIER WOHNTE LIEBMANN WOLF JG. 1896 'SCHUTZHAFT' 1938 DACHAU DEPORTIERT 1942 KRASNYSTAW ERMORDET                                                | Schallfelder Straße     | Liebmann Wolf       |
|              | HIER WOHNTE SELMA WOLF GEB. KOLB JG. 1899 DEPORTIERT 1942 KRASNYSTAW ERMORDET                                                                  | Schallfelder Straße     | Selma Wolf          |

## Verlegedaten
- 12. September 2013: Schallfelder Straße (ohne Hausnummer, 6 Stolpersteine) und Schallfelder Straße 21 (5)
- 27. Mai 2014: Rosenbergstraße 3 (6)
- 30. Mai 2015: Am Kornbrunnen 9? (2), Schallfelder Straße 8 (4)
- 1. August 2015: Schallfelder Straße 11 (5)
- 5. Mai 2017: Julius-Echter-Straße 3 (6), Schallfelder Straße (ohne Hausnummer, 3, Familie Wolf)
- Oktober 2017: Schallfelder Straße (ohne Hausnummer, Josef Kissinger)

Am 26. Mai 2014 hielt der Künstler einen Vortrag in Frankenwinheim.